# Europa Ocidental

Esferas de influência na Europa durante a Guerra Fria.

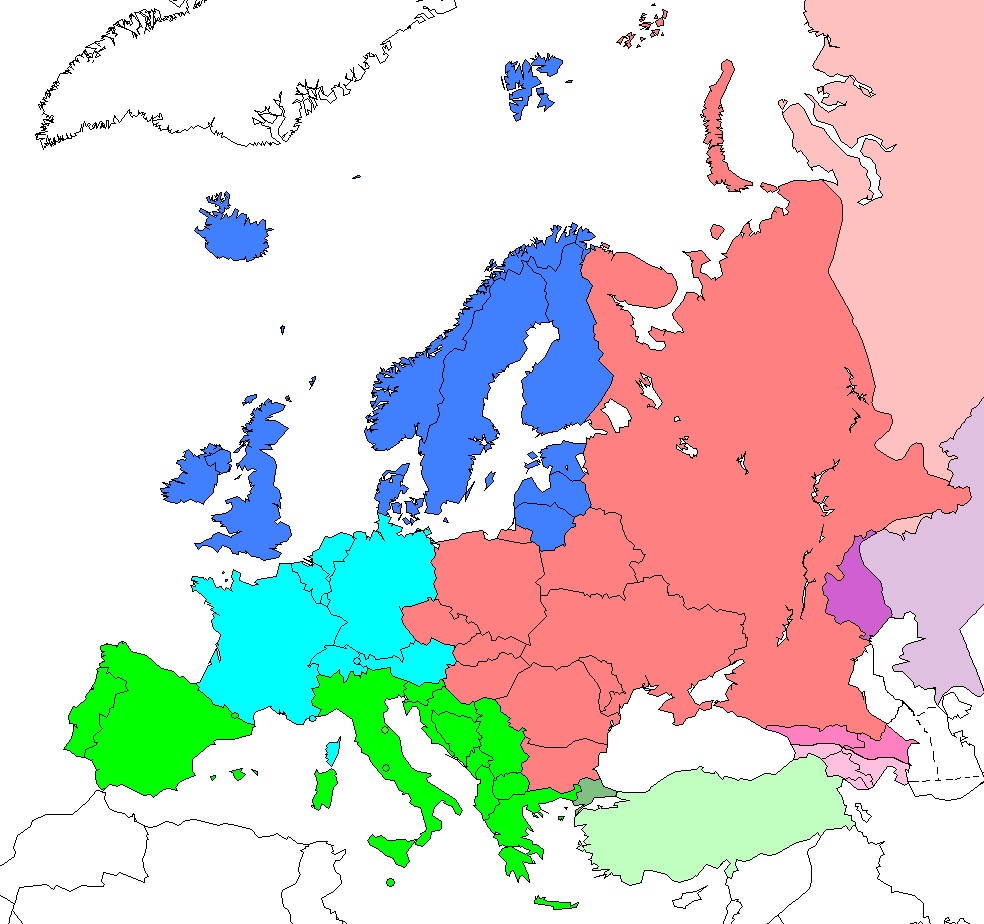
Divisão da Europa por regiões geográficas de acordo com a ONU Statistical Unit (por este critério, a Europa Ocidental está marcada em azul claro):
Europa ocidental
Europa setentrional
Leste Europeu
Europa meridional

A Europa Ocidental ou Oeste Europeu é uma parte da Europa cujas fronteiras dependem da definição. Estas fronteiras, no entanto, estão sujeitas a consideráveis flutuações e sobreposições, o que dificulta a sua diferenciação. O conceito de Europa Ocidental também está associado à noção de Mundo Ocidental.
Antes da Segunda Guerra Mundial e a Guerra Fria, o termo "Europa Ocidental" era muito usado para designar as partes da Europa que tinham raízes católicas ou protestantes. Foi nestes países que as culturas ocidentais nasceram e floresceram, acabando por disseminar-se por todo o mundo. Durante a Guerra Fria, quando a Europa Ocidental designava os países membros da NATO e sob influência norte-americana, o termo era frequentemente usado como contraponto ao Leste Europeu, que estava sob influência soviética. As fronteiras entre os países do Ocidente e do Leste estavam bem defendidas e patrulhadas, especialmente do lado oriental. A estas fronteiras dava-se também o nome de Cortina de Ferro.
Segundo a Organização das Nações Unidas, utilizando o critério de divisão por regiões geográficas, a Europa ocidental atualmente compreenderia a Alemanha, a Áustria, a Bélgica, a França, Liechtenstein, Luxemburgo, Mónaco, os Países Baixos e a Suíça. Já para a Unesco, segundo critérios histórico-sócio-culturais, a Europa Ocidental compreenderia os atuais territórios da Alemanha, Andorra, Bélgica, Dinamarca, Espanha, Finlândia, França, Grécia, Islândia, Irlanda, Itália, Liechtenstein, Luxemburgo, Malta, Mónaco, Noruega, Países Baixos, Portugal, Reino Unido, São Marino, Suécia e Suíça. 
Note-se que, exceção à parte oriental da Alemanha (que foi reunificada em 1990), por qualquer dos 2 critérios (como pode-se observar nos mapas ao lado), estão excluídos do presente conceito de Europa Ocidental todos os países que, como acordado na Conferência de Ialta, caíram na zona de influência soviética, sendo governados por regimes comunistas durante a Guerra Fria, incluindo os que faziam então parte da não alinhada Iugoslávia.

## Definição

### CIA

Regiões da Europa baseado no CIA World Factbook. A Europa Ocidental está em azul claro; o Sudoeste da Europa está em vermelho.

A CIA classifica sete países como pertencentes à "Europa Ocidental":
- Bélgica
- França
- Irlanda
- Luxemburgo
- Mônaco
- Países Baixos
- Reino Unido

A CIA também classifica três países como pertencentes ao "Sudoeste da Europa":
- Andorra
- Espanha
- Portugal

### ONU
O Grupo da Europa Ocidental é um dos vários grupos regionais não oficiais das Nações Unidas que atuam como blocos de votação e fóruns de negociação. Os blocos regionais de votação foram formados em 1961 para incentivar a votação em vários órgãos da ONU de diferentes grupos regionais. Os membros europeus do grupo são:
- Andorra
- Áustria
- Bélgica
- Dinamarca
- Finlândia
- França
- Alemanha
- Grécia
- Islândia
- Irlanda
- Itália
- Liechtenstein
- Luxemburgo
- Malta
- Mônaco
- Países Baixos
- Noruega
- Portugal
- San Marino
- Espanha
- Suécia
- Suíça
- Reino Unido

Além disso, Austrália, Canadá, Israel e Nova Zelândia são membros do grupo, enquanto os Estados Unidos são observadores.